# Strada statale 492 di Savelli
La ex strada statale 492 di Savelli (SS 492), ora strada provinciale 53 Serra Muzzuneti (SP 53), è una strada provinciale italiana che collega la costa crotonese con la località interna di Savelli.

## Percorso
La strada ha origine nei pressi della Stazione di Strongoli, scalo ferroviario posto nella frazione di Marina di Strongoli. Dopo poche centinaia di metri si ha l'incrocio con la strada statale 106 Jonica, oltre il quale la strada devia verso nord-ovest raggiungendo il centro abitato di Strongoli. L'arteria, con percorso alquanto tortuoso, prosegue nella medesima direzione raggiungendo diversi comuni dell'entroterra calabrese, cioè San Nicola dell'Alto, Pallagorio e Verzino, con un'altitudine compresa tra i 400 e i 600 metri.
L'ultimo tratto che conduce all'abitato di Savelli, vede la strada salire fino al suo punto massimo (981 m) proprio in corrispondenza dell'innesto con la strada statale 108 ter Silana di Cariati al centro del paese.
In seguito al decreto legislativo n. 112 del 1998, dal 2002 la gestione è passata dall'ANAS alla Regione Calabria, che ha provveduto al trasferimento dell'infrastruttura al demanio della Provincia di Crotone.